# Drolshagen
Drolshagen [ˈdʀɔls.ha.ɡən̩] (plattdeutsch: Draulzen [ˈdʀaʊ̯lˌt͡sən̩]) ist eine kreisangehörige Stadt des Kreises Olpe im Regierungsbezirk Arnsberg in Nordrhein-Westfalen.
1214 wurde der Ort Drolshagen erstmals urkundlich erwähnt. Im 15. und 16. Jahrhundert profitierte Drolshagen vom Aufschwung des Bergbaus in der Gegend. Produkte aus Drolshagen wurden bis nach Köln und in den Ostseeraum exportiert.
1838 zerstörte ein Feuer den Ort nahezu vollständig. Nach dem Wiederaufbau wurde Drolshagen im Jahr 1841 Sitz der Verwaltung für die Gemeinde Drolshagen-Land und die Gemeinde Drolshagen-Stadt. Die Stadt Drolshagen wurde erst 1969 im Zuge der kommunalen Neuordnung aus den Gemeinden Drolshagen-Stadt und Drolshagen-Land gebildet.

## Geografie

### Geografische Lage
Drolshagen liegt in einer von Wäldern bestimmten Mittelgebirgslandschaft im südlichen Sauerland am Rande des Naturparks Sauerland-Rothaargebirge. Das im Süderbergland liegende Stadtgebiet befindet sich im südlichen Zipfel des Mittelbigge-Berglandes. Südöstlich grenzt die Oberbigge-Hochfläche an.
Im Kreisgebiet liegt die Stadt südwestlich und grenzt im Norden an den Märkischen und im Südwesten an den Oberbergischen Kreis.
Die Ortschaften Kalberschnacke und Herpel begrenzen in etwa die Stadt nach Norden und liegen an der Listertalsperre. Durch das Stadtgebiet von West nach Ost in südöstlicher Richtung fließt die Rose, die bei Wegeringhausen entspringt und bei Berlinghausen in die Brachtpe mündet.
Zu hohen Gipfeln im Süden der Stadt gehört der Steupingen nahe Dirkingen mit 481 Metern, der Rummelsberg westlich von Berlinghausen mit etwa 430 Metern und der Papenberg  mit etwa 420 Metern. Der Herrnscheid, südöstlich von Hützemert, hat eine Höhe von etwa 460 Metern. Im Norden der Stadt erhebt sich der Ostert nahe Bühren mit 469 Metern und der Euleneick mit etwa 440 Metern nahe der Ortschaft Frenkhauserhöh. Der höchste Punkt ist die Mark nahe der Ortschaft Schlade mit 513 Metern.

### Ausdehnung und Flächennutzung

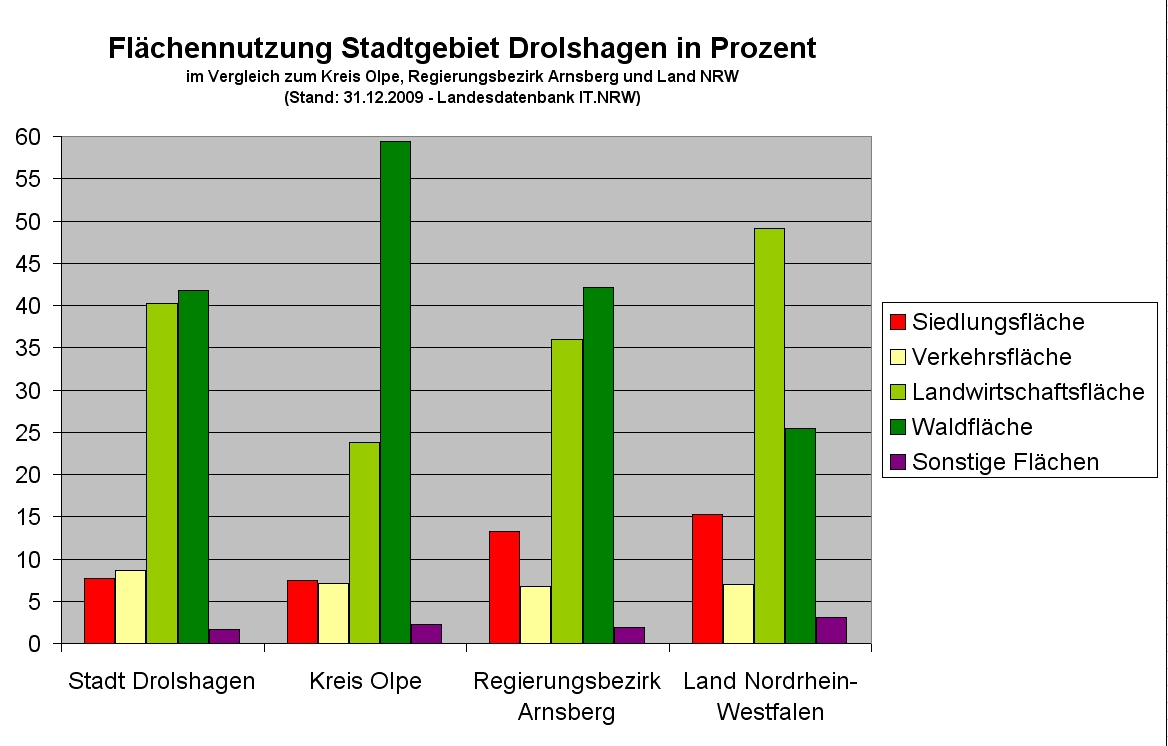
Flächennutzung (Stand: 31. Dezember 2009)

Das 6712 Hektar (ha) große Stadtgebiet hat eine Nord-Süd-Ausdehnung von etwa 11,6 Kilometern und eine West-Ost-Ausdehnung von rund 8,9 Kilometern. 40,2 % (2700 ha) dienen der Landwirtschaft, 41,8 % (2805 ha) sind Wald. Gebäude-, Frei- und Betriebsflächen beanspruchen 6,9 % (462 ha), Verkehrsflächen 8,6 % (578 ha). Als Erholungs- bzw. Friedhofsfläche sind 0,8 % (53 ha) ausgewiesen. Die verbleibenden 1,7 % (114 ha) sind Wasserfläche, Abbauland und anderes.

### Nachbargemeinden
Drolshagen grenzt im Norden an die Stadt Meinerzhagen im Märkischen Kreis. Zum Kreis Olpe gehören die Nachbarstädte Attendorn im Nordosten, Olpe im Osten und die Gemeinde Wenden im Südosten. Im Süden und Südwesten grenzt Drolshagen an die Gemeinde Reichshof, im Westen an die Stadt Bergneustadt sowie im Nordwesten an die Stadt Gummersbach, die gemeinsam zum Oberbergischen Kreis gehören.

### Stadtgliederung
Das heutige Stadtgebiet umfasst 58 Ortschaften unterschiedlichster Größe in den nach der Hauptsatzung festgelegten 31 Bezirken. Für jeden dieser Bezirke wählt die Stadtverordnetenversammlung einen Ortsvorsteher, der in dem entsprechenden Bezirk wohnen muss. Der Ortsvorsteher vertritt dem Stadtrat gegenüber die Belange des Bezirks.
| Bezirk | Name des Bezirkes | Ortschaft/en im Bezirk                 | Einwohner |
| ------ | ----------------- | -------------------------------------- | --------- |
| 1      | Benolpe           | Benolpe Wormberg                       | 342 18    |
| 2      | Gelslingen        | Gelslingen                             | 43        |
| 3      | Gipperich         | Feldmannshof Gipperich Stupperhof      | 65 36 14  |
| 4      | Iseringhausen     | Iseringhausen Eltge Heiderhof          | 642 3 43  |
| 5      | Halbhusten        | Halbhusten                             | 201       |
| 6      | Husten            | Husten                                 | 211       |
| 7      | Brachtpe          | Brachtpe Potzenhof Fohrt               | 115 7 110 |
| 8      | Dirkingen         | Dirkingen Buchhagen                    | 35 23     |
| 9      | Berlinghausen     | Berlinghausen                          | 326       |
| 10     | Eichen            | Eichen Eichenermühle                   | 179 20    |
| 11     | Öhringhausen      | Öhringhausen                           | 100       |
| 12     | Frenkhausen       | Frenkhausen Frenkhauserhöh Alperscheid | 454 21 33 |
| 13     | Wintersohl        | Wintersohl Fahrenschotten              | 31 4      |
| 14     | Siebringhausen    | Siebringhausen Wenkhausen              | 41 53     |
| 15     | Dumicke           | Dumicke Bühren                         | 269 46    |

| Bezirk | Name des Bezirkes | Ortschaft/en im Bezirk                | Einwohner |
| ------ | ----------------- | ------------------------------------- | --------- |
| 16     | Schreibershof     | Schreibershof Brink Bruch             | 523 16 27 |
| 17     | Herpel            | Herpel Kalberschnacke                 | 243 13    |
| 18     | Schürholz         | Schürholz Kram                        | 99 8      |
| 19     | Heimicke          | Heimicke                              | 99        |
| 20     | Schützenbruch     | Schützenbruch                         | 23        |
| 21     | Junkernhöh        | Junkernhöh Köbbinghausen              | 91 11     |
| 22     | Germinghausen     | Germinghausen                         | 284       |
| 23     | Sendschotten      | Sendschotten                          | 95        |
| 24     | Essinghausen      | Essinghausen                          | 116       |
| 25     | Bleche            | Bleche                                | 421       |
| 26     | Scheda            | Scheda Schlenke                       | 196 31    |
| 27     | Neuenhaus         | Neuenhaus Hammerteich Beul            | 18 28 37  |
| 28     | Lüdespert         | Lüdespert Hespecke                    | 75 24     |
| 29     | Schlade           | Schlade                               | 68        |
| 30     | Wegeringhausen    | Wegeringhausen Breitehardt Grünenthal | 346 12 1  |
| 31     | Hützemert         | Hützemert Hustert                     | 1064 26   |

Gliederung in Bezirke und Zuordnung der Ortschaften: Hauptsatzung der Stadt Drolshagen vom 10. Mai 2021
Stand der Einwohnerzahlen: 31. Dezember 2014

## Geschichte

### Mittelalter

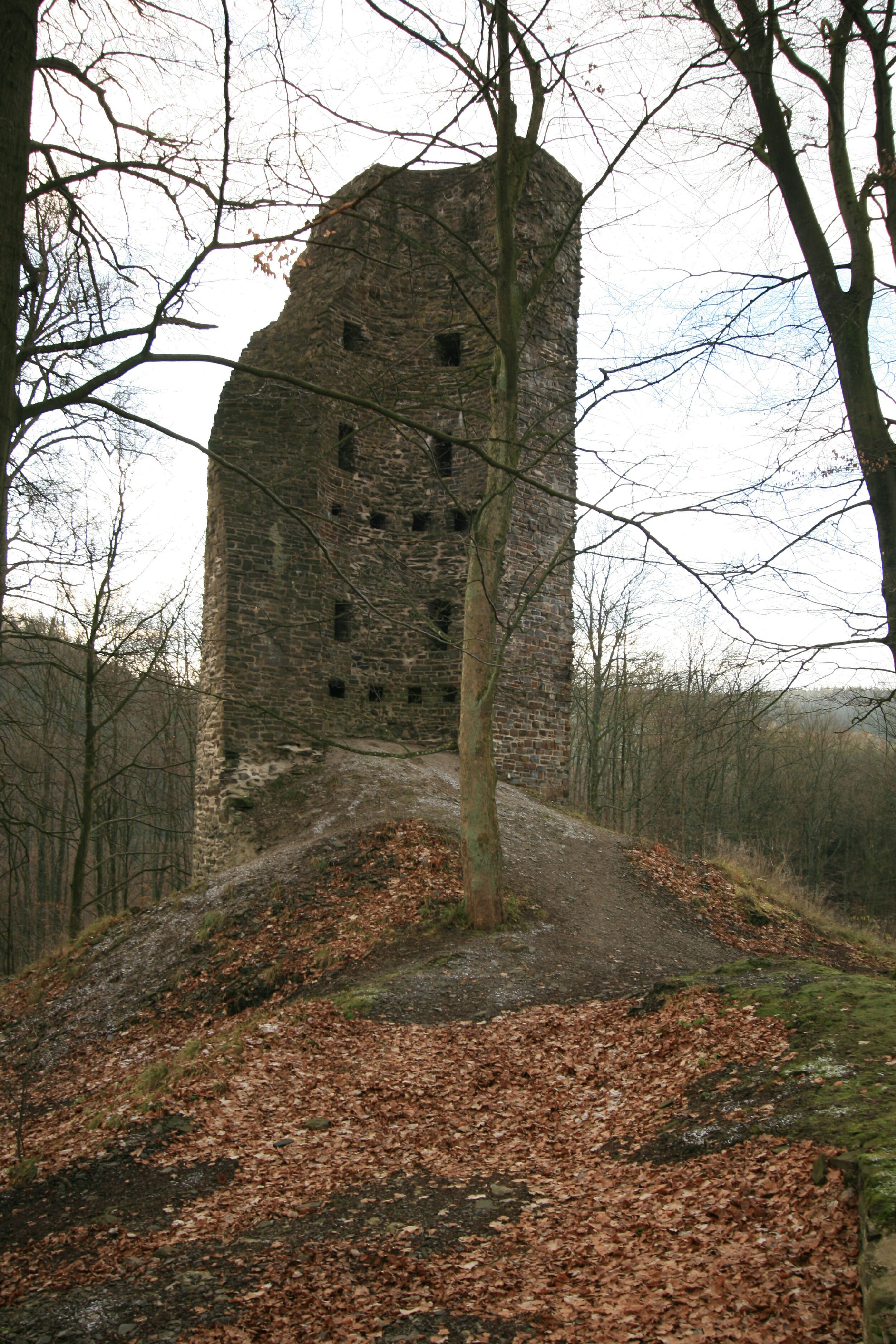
Ruine Waldenburg, Blick nach Süd-West

Die Anfänge der Besiedelung könnten im frühen 9. Jahrhundert liegen. Die Kirchengemeinde gilt als Tochtergründung von Olpe. Der erste Kirchenbau soll auf Erzbischof Anno II. im 11. Jahrhundert zurückgehen. Der Ort wurde 1214 erstmals urkundlich erwähnt. Eng verbunden mit der Waldenburg war er im 13. Jahrhundert im Besitz der Grafen von Sayn, zuvor hatten die Ravensberger dort Besitz. Die von Sayn stifteten 1235 ein Zisterzienserinnenkloster. Nach dem Tode des Grafen Heinrich von Sayn verkaufte seine Witwe am 13. Januar 1248 das „castrum“ Waldenburg mit den zugehörigen Gütern Drolshagen an den Erzbischof Konrad von Hochstaden. Seither gehörte Drolshagen zum kölnischen Besitz im südlichen Sauerland, aus dem das Herzogtum Westfalen hervorging. Drolshagen war Sitz des Gerichts Drolshagen und das Drolshagener Land ohne die Stadt Drolshagen gehörte zum Amt Waldenburg. Der Ort galt am Ende des 14. Jahrhunderts noch als Dorf, wurde 1445 als Stadt, aber 1462 nur noch als Freiheit (Minderstadt) bezeichnet. Überreste von Befestigungsanlagen wurden teilweise als Hinweis einer früheren Stadtqualität gedeutet. Die Freiheit geht möglicherweise auf Erzbischof Dietrich II. von Moers in den Jahren 1437 bis 1445 zurück.
Das Ministerialengeschlecht derer von Drolshagen wird im 13. Jahrhundert erstmals erwähnt. Dieses ehemals ansehnliche Geschlecht hatte im 15. Jahrhundert Grundbesitz im Kirchspiel Drolshagen. Schon vorher erschienen die Herren von Drolshagen als Zeugen und Siegler in Urkunden, die Rechtsgeschäfte aus dem Kirchspiel Drolshagen betrafen. Zeitweise waren die von Drolshagen auch Burgherren der Waldenburg.
Das Stadtrecht erhielt Drolshagen vom Kölner Erzbischof Ruprecht am 2. März 1477. Dies wurde 1485 nicht nur bestätigt, sondern auch verstärkt. Mit dem Stadtrecht verbunden war das Privileg, Stadtmauern zu errichten und einen Markt abzuhalten. Für die Stadterhebung gab es mehrere Gründe, die teilweise in der Stadtrechtsurkunde genannt wurden. Der Ort lag im Grenzbereich zu den Grafschaften Berg und Mark. Insofern erfüllte ein befestigter Ort eine Festungsfunktion. Zum anderen hatten die Bürger den Erzbischof in seinem Machtkampf mit dem Kölner Domkapitel unterstützt. Die Stadterhebung war somit auch eine Geste des Dankes.

### Frühe Neuzeit
Während des 15. und 16. Jahrhunderts profitierte Drolshagen vom Aufschwung des Bergbaus in der Gegend. Die Hauptzeit des Erzabbaus im Dorf Iseringhausen war um 1850. Dadurch nahm das metallverarbeitende Gewerbe in der Stadt einen großen Aufschwung. Vor allem die Breitschmiede und die Herstellung von Harnischen spielten eine große Rolle. Die Produkte wurden bis nach Köln und in den Ostseeraum exportiert. Das Bergrecht der Grube „Henriette“ erlosch erst im Jahr 1990. Von Bedeutung war offenbar auch das Textilgewerbe. So existierte bei Drolshagen im 15. und 16. Jahrhundert eine Walkmühle. Ebenso war die Lederverarbeitung von großer Bedeutung. In Drolshagen organisierten sich die Lohgerber, Schuster und Sattler nach Vorbild von Olpe in einer eigenen Zunft. Die Breitschmiede gehörte dem 1669 gegründeten Breitschmiedeamt für die Gerichte Olpe, Drolshagen und Wenden an. Wohl auch deshalb war Drolshagen 1604 Mitglied der Hanse. Allerdings war zu diesem Zeitraum der Höhepunkt der gewerblichen Entwicklung bereits überschritten. Seit dem späten 16. Jahrhundert stagnierte der Ort und fiel wirtschaftlich hinter das nahe Olpe zurück. In Drolshagen gab es 1795 nur 78 Häuser, wohingegen im Vergleich in Olpe 253 und in Attendorn 200 Häuser standen. Auch zu Beginn der preußischen Zeit zählte man nur 79 Häuser mit 464 Einwohnern.

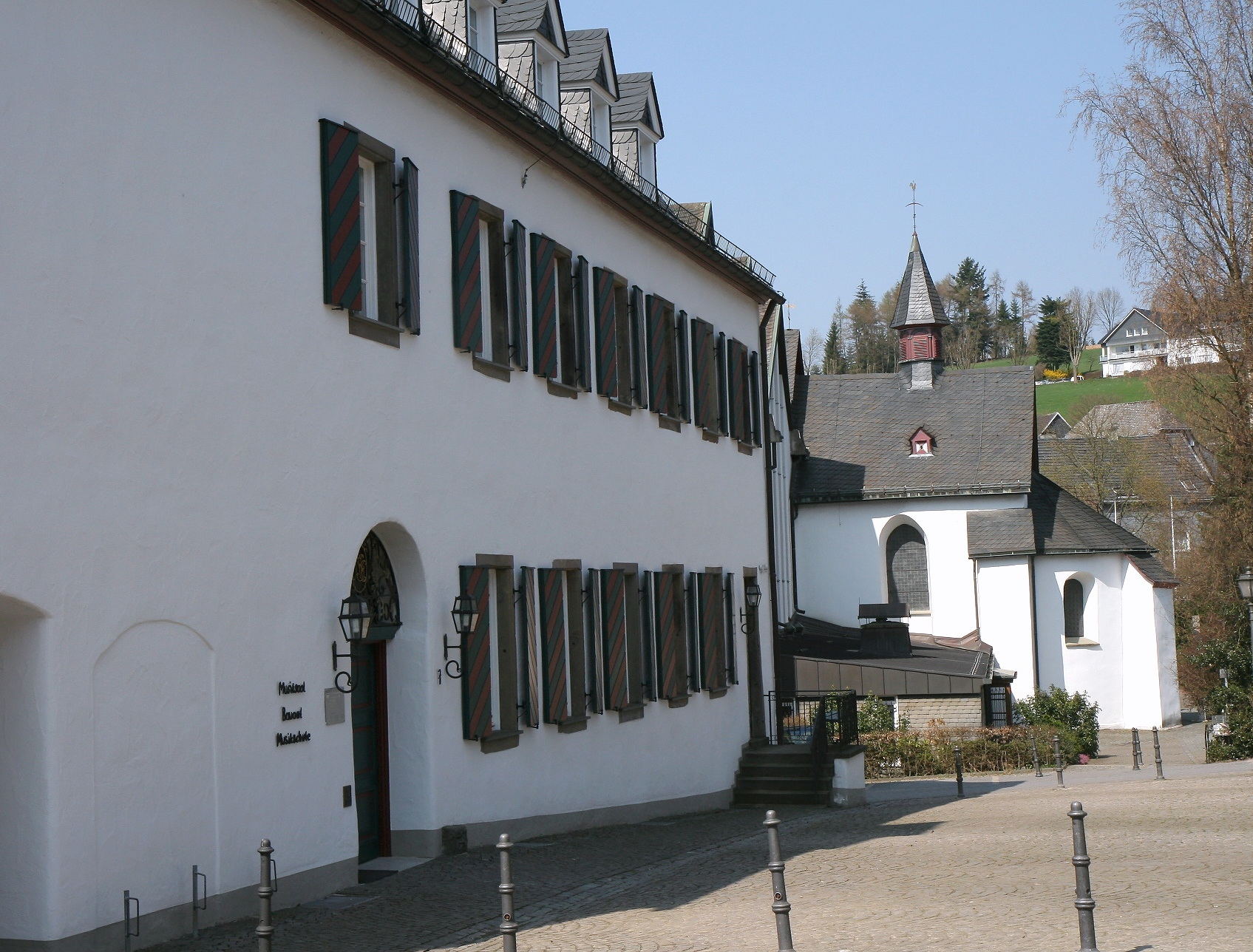
Kloster und Kirche

Das Kloster und die Stadt stritten ab 1550 jahrelang um das Anrecht an der St.-Clemens-Kirche, was selbst zu einem Prozess in Rom führte. Wie andere Orte auch wurde Drolshagen von Truppen des zum Protestantismus übergetretenen Erzbischof Gebhard I. von Waldburg während des truchsesssischen Krieges gebrandschatzt. Im 16. Jahrhundert lag der Ort im unmittelbaren Machtbereich des Landdrosten Kaspar von Fürstenberg, der zu seiner Zeit einer der Hauptinitiatoren der Hexenverfolgung im Herzogtum Westfalen war. Auch in Drolshagen kam es 1575 zu mehreren Todesurteilen in Hexenprozessen.
Wie andere Orte litt Drolshagen unter den Folgen des Dreißigjährigen Krieges etwa in Form von Kontributionen. Zur Verstärkung der Festung Obermarsberg mussten auch die Drolshagener außerordentliche Hand- und Spanndienste leisten. Von den schwedischen Truppen wurde Bürgermeister Finck gefangen genommen und musste durch seinen Schwager aus Köln ausgelöst werden. Der Kämmerer der Stadt, Peter Butz, wurde 1635 von Schweden in Belmicke erschossen. An ihn erinnert dort das sogenannte Schwedenkreuz. Lange im Gedächtnis blieb, dass ein offenbar protestantischer Offizier Schießübungen auf sakrale Gegenstände veranstaltete. Bemerkenswert ist, dass die Einwohner gegen Übergriffe selbst mit Gewalt gegen Soldaten reagierten. Der Kurfürst befahl, die Bürger zu strafen. Der Landdrost verweigerte dies mit dem Hinweis, wenn sich die Soldaten Übergriffe erlaubten, müssten sie damit rechnen, „von den inwhonern abgewehreth zu werden.“ Der Ort wurde 1646 teilweise durch Feuer zerstört.

### 19. und 20. Jahrhundert
Im Zuge des Friedens von Lunéville kam die Stadt 1803 in den Besitz des Großherzogs von Hessen-Darmstadt. Seit 1816 war der Ort Teil des preußischen Regierungsbezirks Arnsberg und des Kreises Olpe. Seit 1841 war Drolshagen Sitz der Verwaltung für die Gemeinde Drolshagen-Land und die Gemeinde Drolshagen-Stadt.
1838 wurde Drolshagen durch ein Feuer nahezu vollständig zerstört. Beim Wiederaufbau wurde auf ein rechtwinkliges Straßensystem geachtet. Dabei wurde die Stadtmauer bis auf geringe Reste abgetragen.
Im 19. Jahrhundert bis weit ins 20. Jahrhundert hinein blieb der Ort weitgehend land- und forstwirtschaftlich geprägt. Die Zahl der Einwohner blieb klein. Im Jahr 1873 lebten in Drolshagen-Stadt 599 Menschen. Davon waren 590 katholischer und 9 protestantischer Konfession. Jüdische Einwohner gab es nicht. In Drolshagen-Land lebten 2338 Menschen.
In der Folge der preußischen Landgemeindeordnung entstanden 1841 die beiden Gemeinden Drolshagen-Land und Drolshagen-Stadt. Seit 1856 trug Drolshagen den Titel einer Titularstadt. Damit durfte der Ort auf Grund seiner Geschichte den Namen Stadt führen, ohne rechtlich unter die Städteordnung zu fallen.
Seit der zweiten Hälfte des 19. Jahrhunderts entstanden anfangs noch kleine industrielle Betriebe, die teilweise bis heute bestehen. Im ehemaligen Kloster bestand seit 1885 eine Zigarrenfabrik, die 71 Arbeiterinnen beschäftigte.
Im Jahr 1878 wurde ein Konsumverein gegründet und 1895 mit dem St. Gerhardus Hospital ein Krankenhaus eröffnet. Im Jahr 1901 wurde ein neues Rathaus erbaut.
Erst zu Beginn des 20. Jahrhunderts entstanden neben den Fachwerkbauten auch Steinhäuser. 1903 wurde Drolshagen an das Eisenbahnnetz angeschlossen und in der Zeit nach dem Zweiten Weltkrieg führten Zuwanderungsbewegungen, später dann der Autobahnbau und die damit verbundene gewerbliche Entwicklung zu größeren strukturellen Veränderungen.
Während der Novemberrevolution bildete sich ein christlich orientierter Arbeiter- und Soldatenrat. Von der Arbeitslosigkeit infolge der Weltwirtschaftskrise war Drolshagen besonders stark betroffen. Möglicherweise spielte dabei die hohe Zahl der auspendelnden Erwerbstätigen eine Rolle, die als erstes von Entlassungen betroffen waren.
In politischer Hinsicht dominierte im 19. und frühen 20. Jahrhundert eindeutig die Zentrumspartei. Diese kam noch bei der Reichstagswahl 1920 auf 93,34 %. Das war der höchste Wert für die katholische Partei aller Gemeinden der Kreise Arnsberg, Brilon, Meschede und Olpe. Der Anteil sank bis zur Reichstagswahl 1928 dramatisch auf nur noch 64,67 % ab. Damit waren die Verluste so groß wie in kaum einer Gemeinde der Region.
Hintergrund war eine allgemeine Krise der Zentrumspartei im Kreis Olpe. Ausgangspunkt der Auflösungserscheinungen waren die Kommunalwahlen vom 4. Mai 1924. In den Gemeinden Drolshagen und Rhode wurde im Vorfeld der Kreistagswahl vom 30. November 1925 erwogen, eine eigene Liste aufzustellen, da man sich bei Aufstellung der Kreistagskandidaten durch den Druck des Gewerbeverbände, des Arbeitnehmerverbandes und der landwirtschaftlichen Vertretung des nördlichen Kreisgebiets nicht ausreichend vertreten sah. In der Folge gelang es Vertretern kleiner bäuerlicher Interessenparteien, in der Gegend Anhänger zu gewinnen.
Bei der Reichstagswahl 1928 stimmten 27 % der Wähler für den Landbund. Vor dem Hintergrund der beginnenden nationalsozialistischen Herrschaft kehrten die Wähler bei der Reichstagswahl März 1933 mehrheitlich zur Zentrumspartei zurück, die auf 83,25 % kam. Abgesehen von der Gemeinde Wenden war dies der höchste Wert der Partei im kölnischen Sauerland. Die Linke spielte in der landwirtschaftlich geprägten Gemeinde kaum eine Rolle. SPD und KPD kamen zusammen zwischen 1920 und 1933 auf etwa 5 %. Noch geringer war der Stimmenanteil der bürgerlichen Parteien (DDP, DVP und DNVP). Ihren höchsten Wert zusammen erreichten sie 1933 mit nicht einmal 2 %. Wiederum mit Ausnahme der Gemeinde Wenden war der Anteil der NSDAP mit 9 % im Jahr 1933 der niedrigste im kölnischen Sauerland.

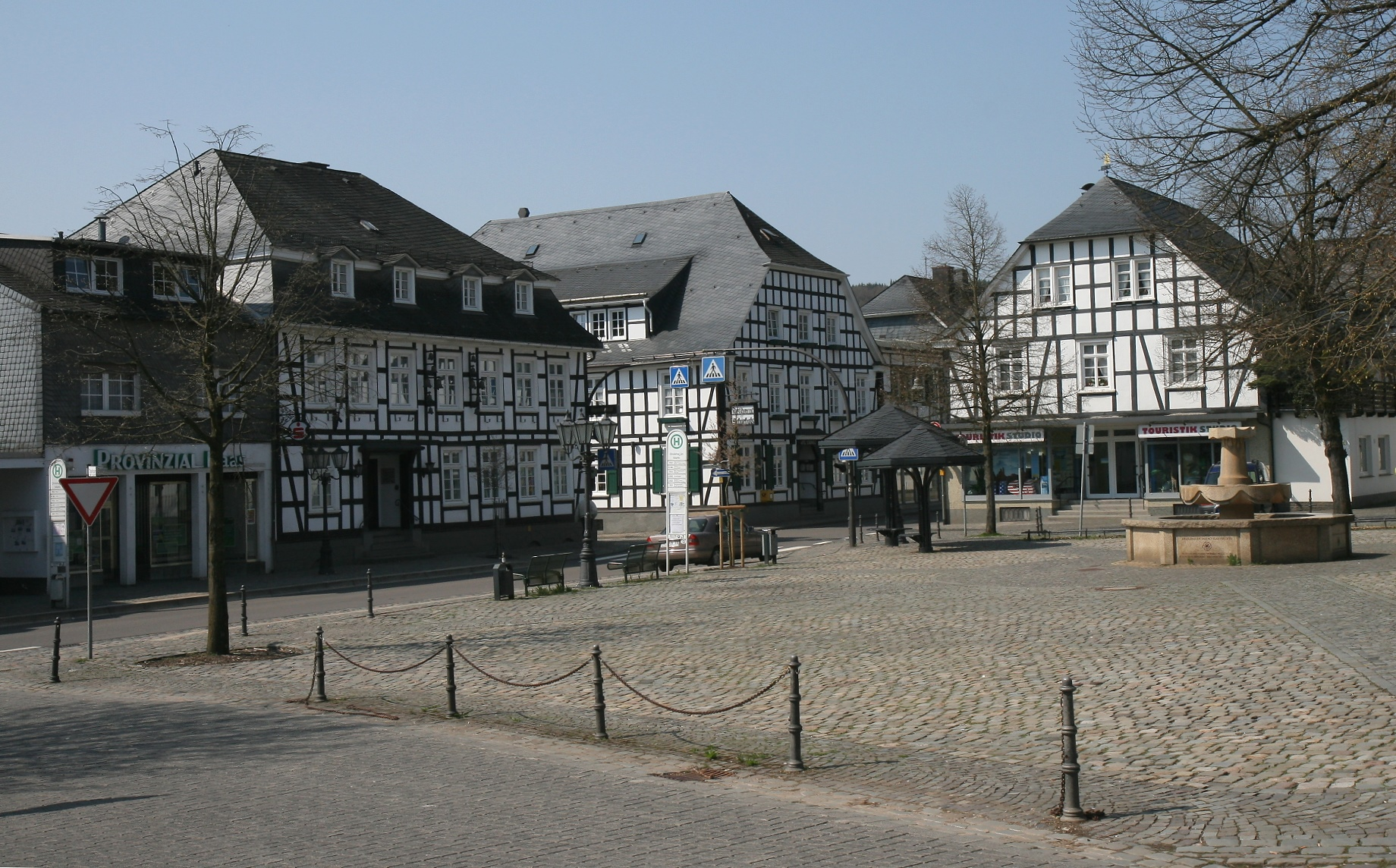
Marktplatz

Am 10. April 1945 wurde der Ort von amerikanischen Truppen befreit. Während des Zweiten Weltkrieges sind 3 Zivilisten getötet worden. 163 Soldaten aus Drolshagen sind gefallen und weitere 165 wurden als vermisst gemeldet. Insgesamt wurden 1945 1500 aus anderen Gebieten evakuierte Personen versorgt und untergebracht.
Durch die Zuwanderung infolge von Krieg und Vertreibung nahm die Zahl der protestantischen Einwohner zu, so dass 1951 eine evangelische Kirche eingeweiht wurde. Im Jahr 1955 gab es eine Typhusepidemie, sehr wahrscheinlich ausgelöst durch verschmutztes Trinkwasser. Eine neue Volksschule wurde 1957 und eine Sporthalle 1963 gebaut. Das örtliche Krankenhaus wurde 1967 geschlossen. Die starke Stellung der Zentrumspartei in der katholisch geprägten Gemeinde setzte nach 1945 die CDU fort, die hier stets sehr hohe Wahlergebnisse erzielte.
Im Rahmen der kommunalen Neuordnung in Nordrhein-Westfalen wurden die Stadt Drolshagen und die Gemeinde Drolshagen-Land durch das Gesetz zur Neugliederung des Landkreises Olpe am 1. Juli 1969 zur neuen Stadt Drolshagen zusammengefügt.
Im Jahr 1969 wurde der Anbau der Pfarrkirche durch Kardinal Lorenz Jaeger geweiht. In den Jahren 1972/73 wurde der Marktplatz erneuert und 1975 das Hallenbad am Herrnscheid eröffnet. In den folgenden Jahren wurde ein neues Gewerbegebiet erschlossen. Ein weiterer Gewerbepark entstand 1999/2000.

### Stadtname
Droileshageno (11. Jhd.), Droleshagen, Drulyshagen, Drulshaen, Drulshagen, Drulshain, Drulshan (plattdeutsch Draulzen) sind verschiedene Schreibweisen im Laufe der Geschichte des Ortes.
Über die Entwicklung des Namens gibt es verschiedene Theorien. Eine Deutung zum Namen der Stadt wird in der Chronica Drolshagensis beschrieben, nach der ein Ritter namens Drogilo im heutigen Gebiet Drolshagens einen Hag anlegte, den er Drogileshagino nannte. Daraus soll sich im Laufe der Jahrhunderte Drolshagen entwickelt haben.

### Religionen
Die Zugehörigkeit zum ehemaligen kurkölnischen Herzogtum Westfalen spiegelt sich noch immer in der Religionszugehörigkeit der Einwohner wider. Im Jahr 2010 waren 8950 Einwohner (73 %) katholisch, 1616 (13,2 %) waren evangelisch und 1665 (13,6 %) gehörten einer anderen Konfession/Religion an oder waren konfessionslos.
Der katholische Pastoralverbund Kirchspiel Drolshagen gehört zum Dekanat Südsauerland im Erzbistum Paderborn und umfasst mehrere Gemeinden. Dazu gehören St. Josef in Bleche, St. Clemens in Drolshagen, St. Antonius Einsiedler in Iseringhausen und St. Laurentius in Schreibershof.
Außerdem existiert ein evangelischer Pfarrbezirk, der zur evangelischen Kirchengemeinde Olpe gehört. Diese gehört zum Kirchenkreis Siegen-Wittgenstein der Evangelischen Kirche von Westfalen. Für die evangelischen Gottesdienste steht die Johannes-Kapelle in Drolshagen zur Verfügung.

### Eingemeindungen
Im Zuge der kommunalen Neugliederung im Land Nordrhein-Westfalen wurden am 1. Juli 1969 die beiden im Amt Drolshagen zusammengefassten Gemeinden Drolshagen-Stadt und Drolshagen-Land aufgelöst und bilden seitdem die heutige Stadt Drolshagen mit ihren 58 Ortschaften. Zum gleichen Zeitpunkt kamen zwei unbewohnte Gemeindeteile der Gemeinden Lieberhausen (Oberbergischer Kreis) und Rhode hinzu.

### Ausgliederungen
Mit der kommunalen Neugliederung gab die Gemeinde Drolshagen-Land die Ortschaften Belmicke, Wörde und Dümpel (in Teilen) an die Gemeinde Lieberhausen ab. Am 1. Januar 1975 wurde Börlinghausen mit seinen 85 Einwohnern an die Nachbarstadt Meinerzhagen (Märkischer Kreis) abgetreten und ging im dortigen Berlinghausen auf.

### Einwohnerentwicklung
| Jahr | Einwohner |
| ---- | --------- |
| 1858 | 3.179     |
| 1871 | 2.938     |
| 1885 | 3.312     |
| 1895 | 3.716     |
| 1905 | 4.025     |
| 1925 | 5.298     |
| 1933 | 5.780     |
| 1939 | 6.130     |
| 1961 | 8.173     |
| 1970 | 9.269     |
| 1974 | 9.622     |

| Jahr | Einwohner |
| ---- | --------- |
| 1975 | 9.973     |
| 1980 | 10.184    |
| 1985 | 10.542    |
| 1990 | 11.220    |
| 1995 | 12.101    |
| 2000 | 12.358    |
| 2005 | 12.559    |
| 2010 | 12.231    |
| 2012 | 12.209    |
| 2014 | 12.228    |

Einwohnerentwicklung von Drolshagen von 1858 bis 2018 nach nebenstehender Tabellen (rot die obere, blau die untere Tabelle)

Einwohnerzahlen nach Angabe des Statistischen Landesamtes
| Jahr | Einwohner |
| ---- | --------- |
| 2007 | 12.244    |
| 2008 | 12.202    |
| 2009 | 12.158    |
| 2010 | 12.041    |
| 2011 | 11.803    |
| 2012 | 11.787    |
| 2013 | 11.848    |

| Jahr | Einwohner |
| ---- | --------- |
| 2014 | 11.791    |
| 2015 | 11.874    |
| 2016 | 11.837    |
| 2017 | 11.824    |
| 2018 | 11.779    |
| 2022 | 11.763    |

## Politik

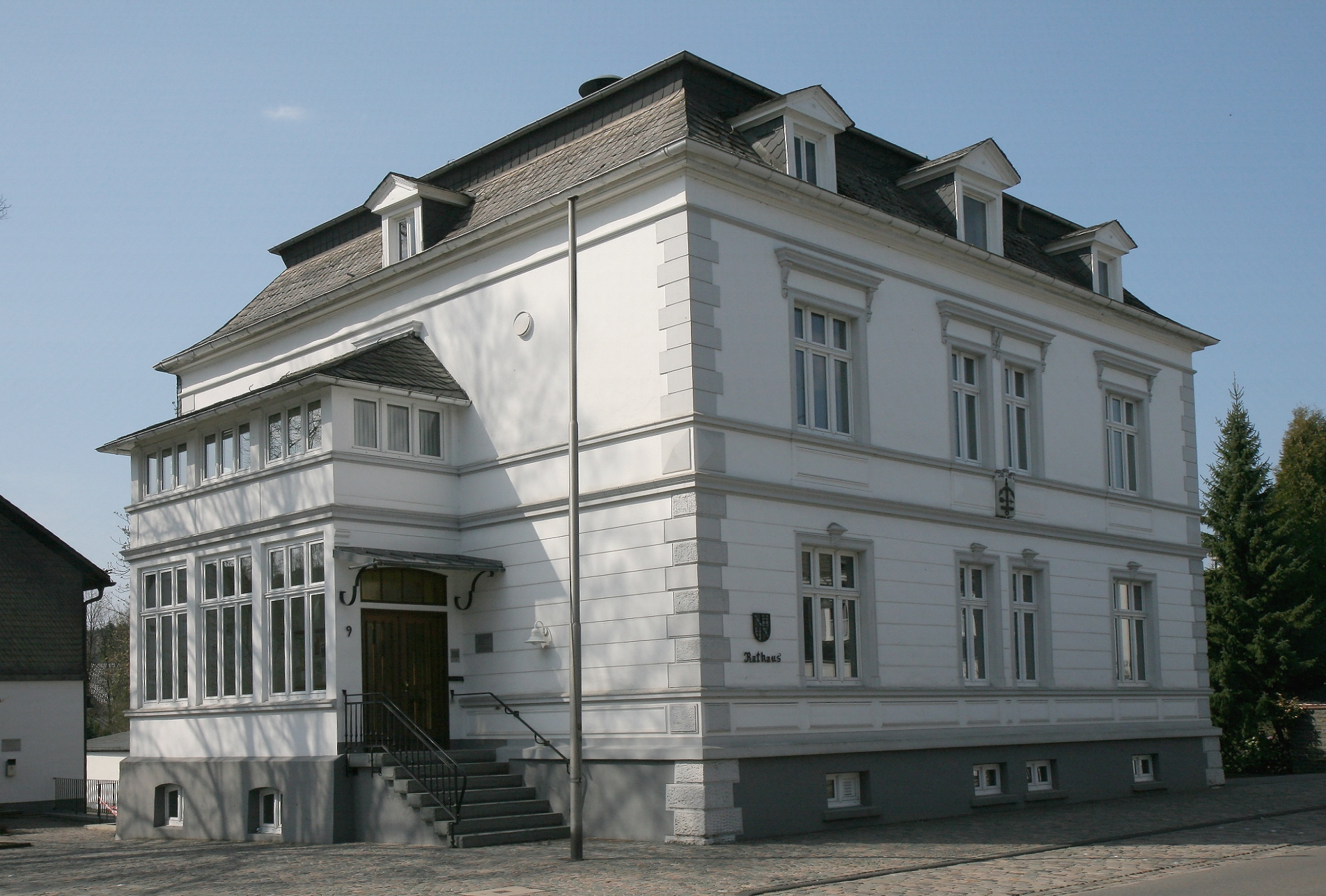
Rathaus Drolshagen

### Stadtverordnetenversammlung
Die CDU ist seit der kommunalen Neuordnung 1969 stärkste politische Kraft in Drolshagen. Erst als in den 1990er-Jahren durch zwei unabhängige Wählergemeinschaften neue Konkurrenz auftrat, verlor die Partei ihre Zwei-Drittel-Mehrheit im Stadtrat, der in Drolshagen den Namen Stadtverordnetenversammlung trägt. Bei der Kommunalwahl 2009 erreichte die CDU erstmals keine absolute Mehrheit der Stimmen, verteidigte diese aber noch in Bezug auf die Mandate, was 2014 nicht mehr gelang. Bei den Kommunalwahlen 2020 gewann die CDU die absolute Mehrheit zurück.
| [ 41 ] [ 42 ]   | 2020    | 2020    | 2014    | 2014    | 2009   | 2009   | 2004   | 2004   | 1999   | 1999   | 1994   | 1994   | 1989   | 1989   | 1984   | 1984   | 1979   | 1979   | 1975   | 1975   |
| Partei          | Sitze   | %       | Sitze   | %       | Sitze  | %      | Sitze  | %      | Sitze  | %      | Sitze  | %      | Sitze  | %      | Sitze  | %      | Sitze  | %      | Sitze  | %      |
| --------------- | ------- | ------- | ------- | ------- | ------ | ------ | ------ | ------ | ------ | ------ | ------ | ------ | ------ | ------ | ------ | ------ | ------ | ------ | ------ | ------ |
| CDU             | 14      | 57,0    | 12      | 47,7    | 13     | 49,2   | 14     | 53,3   | 18     | 56,0   | 18     | 54,4   |        | 68,4   |        | 70,4   |        | 69,6   |        | 80,7   |
| SPD             | 4       | 14,7    | 5       | 18,1    | 3      | 10,6   | 3      | 11,5   | 5      | 16,4   | 8      | 23,1   |        | 31,6   |        | 29,6   |        | 25,8   |        | 19,3   |
| UDW1            | 4       | 14,2    | 5       | 18,3    | 5      | 18,7   | 3      | 11,8   | 2      | 5,3    | 3      | 7,6    | –      | –      | –      | –      | –      | –      | –      | –      |
| UCW2            | 4       | 14,1    | 4       | 15,8    | 5      | 21,5   | 6      | 23,4   | 7      | 21,4   | 5      | 15,0   | –      | –      | –      | –      | –      | –      | –      | –      |
| Grüne           | –       | –       | –       | –       | –      | –      | –      | –      | 0      | 0,9    | –      | –      | –      | –      | –      | –      | –      | –      | –      | –      |
| FDP             | –       | –       | –       | –       | –      | –      | –      | –      | –      | –      | –      | –      | –      | –      | –      | –      |        | 4,6    | –      | –      |
| Gesamt3         | 26      | 100     | 26      | 100     | 26     | 100    | 26     | 100    | 32     | 100    | 34     | 100    |        | 100    |        | 100    |        | 100    |        | 100    |
| Wahlbeteiligung | 59,74 % | 59,74 % | 56,26 % | 56,26 % | 62,2 % | 62,2 % | 59,5 % | 59,5 % | 66,7 % | 66,7 % | 86,0 % | 86,0 % | 70,9 % | 70,9 % | 76,6 % | 76,6 % | 81,9 % | 81,9 % | 92,6 % | 92,6 % |

1 Unabhängige Drolshagener Wählergemeinschaft
2 Unabhängige Christliche Wählergemeinschaft
3 Ohne Berücksichtigung von Rundungsdifferenzen

### Bürgermeister, Schultheißen und Amtmänner
Es ist davon auszugehen, dass spätestens mit Erhalt des Stadtrechts auch die ersten Amtsträger eingesetzt wurden, die im Auftrag der Landesherren Steuern eintrieben und für Recht und Ordnung sorgten.
Den ersten Bürgermeister im Sinne eines Vertreters der Stadtbewohner gab es in Drolshagen 1466. Seitdem haben unter wechselnden Bezeichnungen, Schultheiß, Bürgermeister, Amtmann, bis zu 80 Männer die Geschicke der Drolshagener Bürger gelenkt.
1945 wurden nach Kriegsende alle deutschen Verwaltungen aufgelöst und durch militärische Behörden ersetzt. Unter der britischen Militärregierung wurde das Amt zwischen einem ehrenamtlichen Bürgermeister und einem hauptamtlichen Amtsdirektor aufgeteilt. Die kommunale Neugliederung 1969 fügte die Land- und Stadt-Gemeinden wieder zusammen und machte damit den Stadtdirektor zum obersten Verwaltungsbeamten und Vertreter der gesamten Kommune, während der Bürgermeister weiterhin dem Stadtrat vorsaß und repräsentative Aufgaben übernahm. Als erste Kommune in Südwestfalen schaffte Drolshagen 1994 nach Änderung der Gemeindeordnung in NRW diese sog. Doppelspitze ab. Am 3. November wählte die Drolshagener Stadtverordnetenversammlung Theo Hilchenbach (CDU) zum Nachfolger des zuvor ehrenamtlich arbeitenden Bürgermeisters. Hilchenbach war 1993 bereits zum hauptamtlichen Stadtdirektor und damit zum Verwaltungschef gewählt worden. 1999 wurde er mit 72,7 Prozent der Stimmen erstmals von den Bürgerinnen und Bürgern bestätigt. Bei der Wahl 2004 errang Hilchenbach ohne Gegenkandidat 75,7 Prozent. Fünf Jahre später verteidigte der CDU-Politiker sein Amt gegen die UDW-Kandidatin Gaby Demnig mit einem Stimmanteil von 56 Prozent. Im Jahr 2015 stellte Hilchenbach sich nicht wieder zur Wahl und ging am 20. Oktober 2015 nach über 22 Amtsjahren in den Ruhestand.
Seit dem 21. Oktober 2015 ist Ulrich Berghof (CDU) amtierender Bürgermeister in Drolshagen. Bei der Bürgermeisterwahl am 13. September 2015 erhielt er mit 46,99 Prozent zwar mehr Wählerstimmen als seine Mitbewerber Angelika König (SPD, 24,52 Prozent) und Christoph Lütticke (unabhängiger Kandidat, 28,49 Prozent), verfehlte aber die 50-Prozent-Marke, so dass es zu einer Stichwahl kam. Diese gewann er mit 62,54 Prozent gegen Christoph Lütticke. Am 21. Oktober 2015 wurde Ulrich Berghof offiziell vereidigt und in sein Amt eingeführt. 2020 wurde er ohne Gegenkandidat mit knapp 82 Prozent der Stimmen wiedergewählt.
Repräsentative Aufgaben übernehmen zudem die beiden stellvertretenden Bürgermeister Andreas Wigger (CDU) und Thomas Gosmann (SPD).

### Ergebnisse der letzten Parlamentswahlen
Drolshagen gehört zum Bundestagswahlkreis Olpe – Märkischer Kreis I und zum Landtagswahlkreis Olpe. Die Drolshagener Bürger wählten die Abgeordneten des Europaparlaments, des Bundestags und des Landtags mit folgenden Verhältnissen:
| Partei          | Europaparlament 26. Mai 2019 | Bundestag* 26. September 2021 | Landtag* 14. Mai 2017 |
| --------------- | ---------------------------- | ----------------------------- | --------------------- |
| CDU             | 51,9 %                       | 43,96 %                       | 56,4 %                |
| SPD             | 10,8 %                       | 21,44 %                       | 18,1 %                |
| Grüne           | 13,6 %                       | 8,71 %                        | 2,8 %                 |
| FDP             | 7,3 %                        | 12,65 %                       | 13,2 %                |
| AfD             | 7,6 %                        | 7,34 %                        | 4,9 %                 |
| Die Linke       | 1,8 %                        | 1,61 %                        | 1,7 %                 |
| Sonstige        | 7,0 %                        | 4,29 %                        | 2,9 %                 |
| Wahlbeteiligung | 66,3 %                       | 81,94 %                       | 67,8 %                |

* Zweitstimmen

### Wappen

#### Blasonierung
Das Wappen zeigt im ersten und vierten Feld des durch ein schwarzes Kreuz gevierten Schildes drei balkenweise schrägrechts gestellte blaue Rauten auf goldenem Grund, im zweiten und dritten Feld auf silbernem Grund einen gestürzten schwarzen, von einem links gerichteten schwarzen Pfeil überzogenen
Anker.

#### Beschreibung
Das Wappen der Stadt Drolshagen enthält im ersten und vierten Feld das Wappen der früheren Gemeinde Drolshagen-Land und im zweiten und dritten Feld das Wappen der früheren Gemeinde Drolshagen-Stadt. Die einzelnen Felder sind voneinander durch das sogenannte „Kölner Kreuz“ getrennt. Dieses Symbol soll die jahrhundertelange kurkölnische Landeshoheit, die bis 1803 bestand, darstellen. Die blauen Rauten auf goldfarbenem Grund im ersten und vierten Feld zeigen das Wappen der inzwischen ausgestorbenen Herren von Drolshagen. Die gestürzten schwarzen Anker auf silberfarbenem Grund im zweiten und dritten Feld sind das Symbol des heiligen Clemens, der als Papst im Jahre 97 den Märtyrertod erlitt. Auf den erlittenen Märtyrertod weist der Pfeil in der Mitte des gestürzten Ankers hin. Der heilige Clemens ist Patron der Pfarrgemeinde Drolshagen. Durch die Darstellung der Symbole des heiligen Clemens im Stadtwappen soll die besondere Verbundenheit zwischen Kirche und Kommune dokumentiert werden.

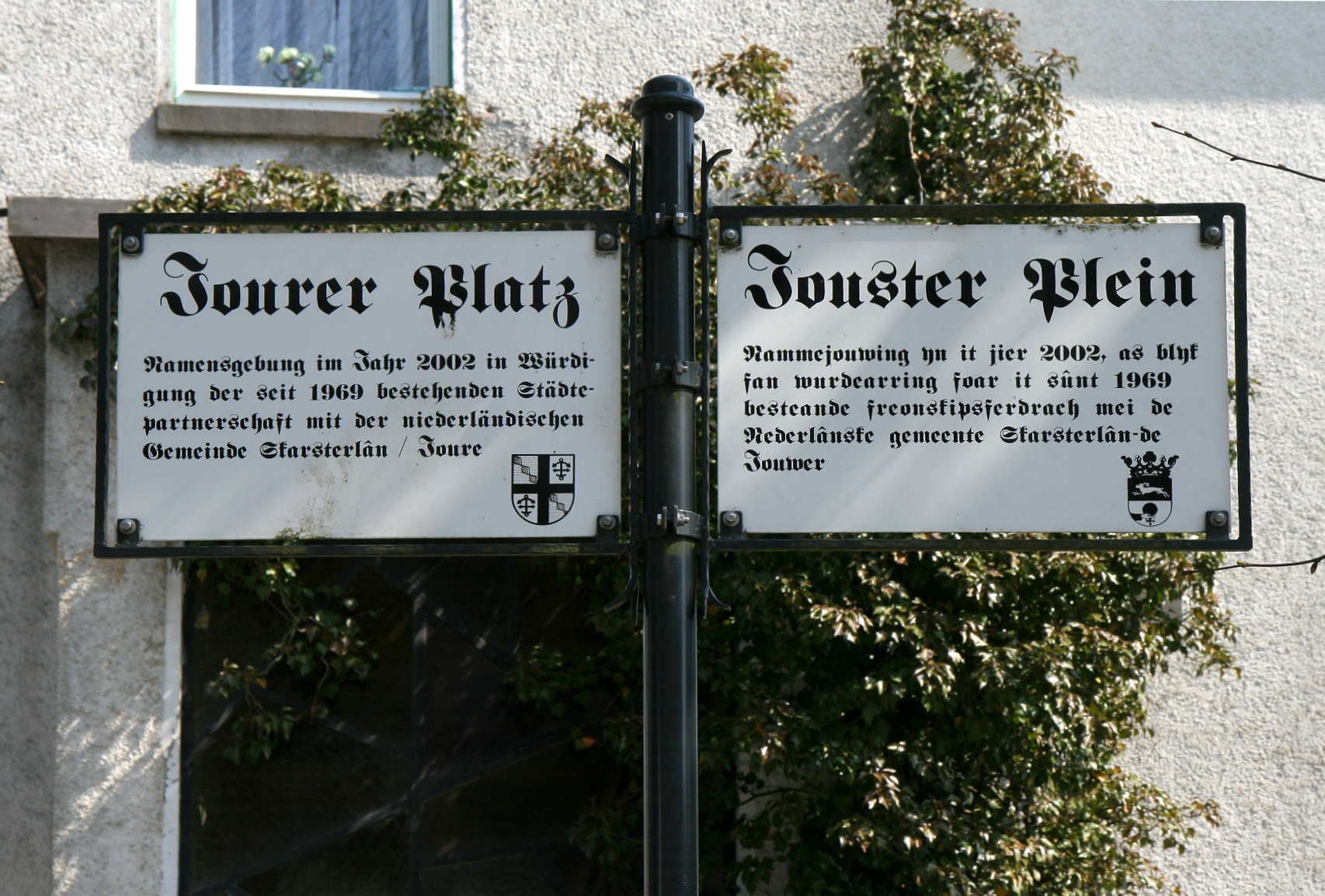
Tafeln am Jourer Platz mit Hinweisen zur Städtepartnerschaft

### Städtepartnerschaften
Nach ersten Kontakten zwischen Bürgerinnen und Bürgern der niederländischen Stadt Joure, Hauptort der Gemeinde Haskerland, und Drolshagen nahmen Rat und Verwaltung der Stadt Drolshagen im Oktober 1967 erstmals offiziellen Kontakt mit der Gemeinde Haskerland auf. Am 26. Juni 1969 wurde in Drolshagen die Partnerschaftsurkunde zwischen der Stadt Drolshagen und der Gemeinde Haskerland unterzeichnet, die heute ein Teil der Gemeinde De Fryske Marren mit dem Hauptort Joure ist.
Zudem besteht eine Freundschaft mit Helmsdorf in Thüringen.

## Kultur und Sehenswürdigkeiten

### Theater und Konzerte
Es existiert mit dem Kulturverein Drolshagen ein Veranstalter von Konzerten, Lesungen, Kunstausstellungen und Theateraufführungen. Seit 1987 bestehen die Drolshagener Musiktage. Eine städtische Bücherei existiert nicht. Stattdessen gibt es im Heimathaus die katholische Bücherei „Buchstube Heinrich Bone“, die etwa 3500 Medien vorhält. Am Ort existiert ein Heimatverein für das Drolshagener Land. Dieser betreibt ein Archiv, gibt eine Schriftenreihe heraus und setzt Projekte um. Dazu gehörten etwa die Erfassung und Erhaltung alter Hohlwege oder das „Drolshagener Labyrinth.“

### Musik
1987 wurde die örtliche Musikschule gegründet. Sie unterrichtet etwa 343 Schülerinnen und Schüler.
Im Stadtteil Drolshagen und den umliegenden Stadtteilen finden sich 14 Gesangvereine und eine Chorgemeinschaft, die dem Chorverband Nordrhein-Westfalen angeschlossen sind. Frauen- und Männgergesangvereine halten sich in etwa die Waage, außerdem gibt es zwei Kinderchöre und drei gemischte Chöre.
Die Geschichte des MGV Liedertafel geht bis in das Jahr 1865 zurück. Die Mehrzahl der Vereine wurde ab Mitte der 1950er Jahre gegründet. Außerdem bestehen in den Ortschaften Frenkhausen, Iseringhausen, Wegeringhausen, Schreibershof und Drolshagen Musikvereine bzw. Feuerwehr-Musikzüge.

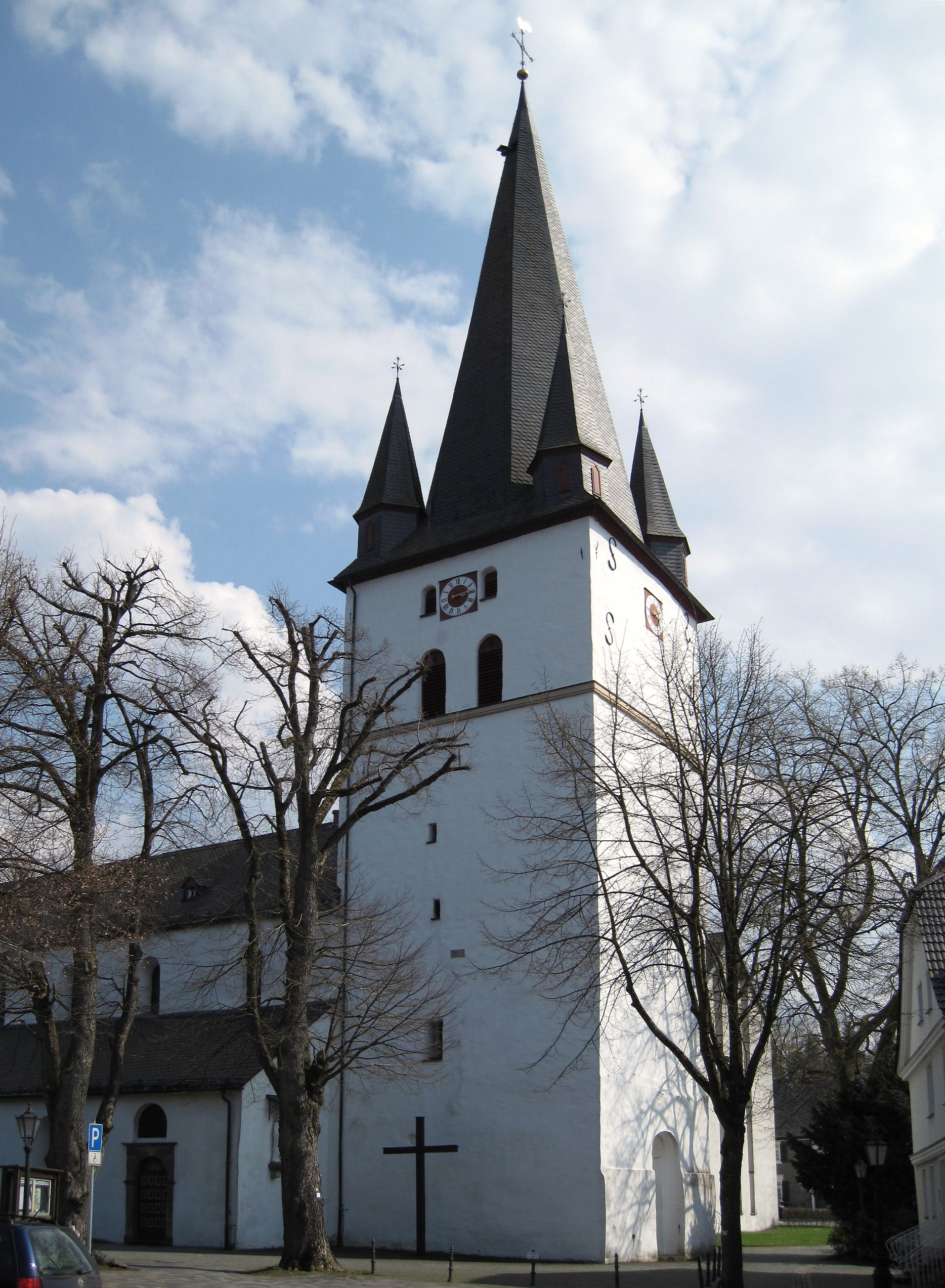
Pfarrkirche St. Clemens

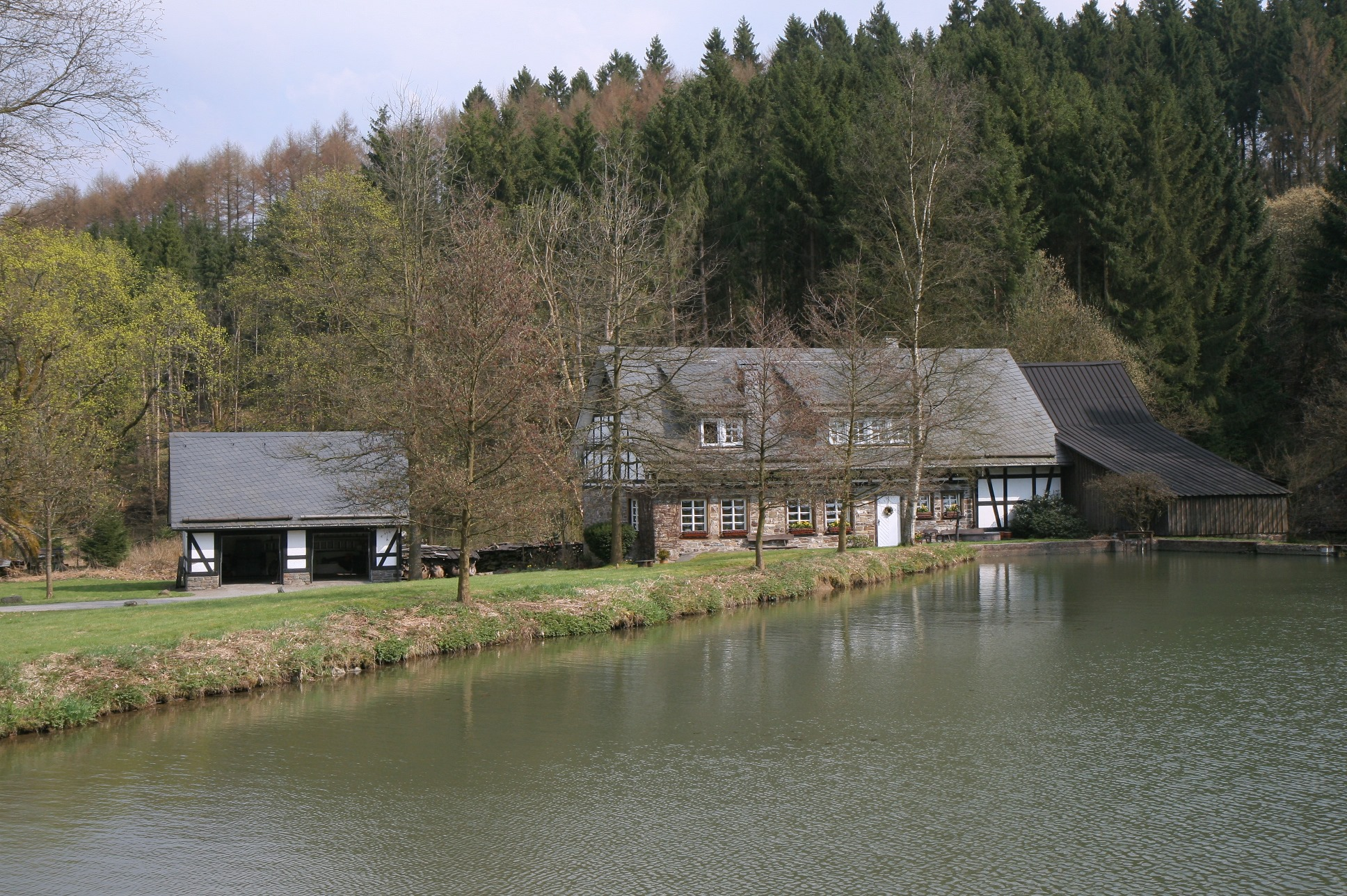
Eichener Mühle

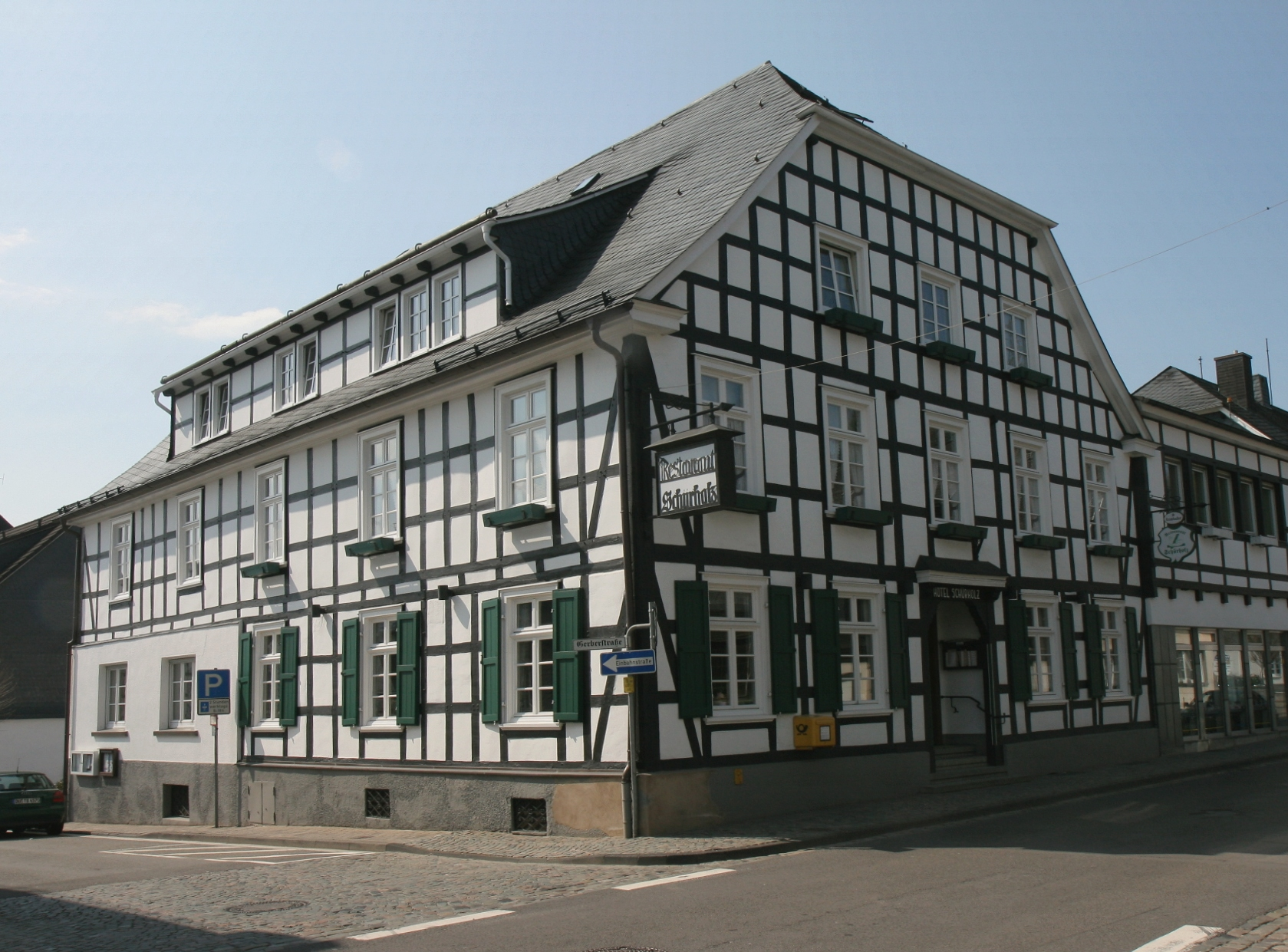
Haus Schürholz

### Bauwerke
Der Turm der katholischen Pfarrkirche St. Clemens romanischer Bauart stammt aus dem Jahre 1491 und beherbergt ein siebenstimmiges Geläut, das zu den größten und musikalisch bedeutendsten Geläuten Westfalens zählt. Das Taufbecken wurde im 13. Jahrhundert errichtet. Es ist überliefert, dass der Erzbischof Anno von Köln die Kirche zwischen 1050 und 1075 einweihte. 2016 begann eine Gesamtsanierung der St. Clemens Basilika Drolshagen mit deren Fertigstellung 2021, am Pfingstsonntag desselben Jahres auch das neue Altarbild des Esloher Künstlers Thomas Jessen erstmals der Gemeinde offengelegt wurde. Das fotorealistische Triptychon zur Himmelfahrt Mariens sorgte für rege Diskussionen, sowohl innerhalb der Kirchengemeinde als auch in den Medien. Weil auf dem Altarbild die Gottesmutter, die heilige Veronika und der ungläubige Thomas in moderner Alltagskleidung und nach dem Abbild realer Personen gezeigt werden, ist es vollkommen von seinen ikonografischen Symbolen abhängig, welche sich dem einfachen Betrachter oftmals erst auf den zweiten Blick offenbaren. Dann aber wird deutlich, dass es Jessen gelungen ist die Figuren der Heiligen einfache Menschen des 21. Jahrhunderts darzustellen und diese gleichzeitig durch eine geschickte Bildkonzeption in altbekannten, katholischen Traditionen zu verwurzeln.
Zu den Klöstern, die Mechthild von Sayn mit ihrem Mann Heinrich III. von Sayn stiftete, gehört auch das Zisterzienserinnenkloster Drolshagen, welches sie 1235 gründete. Nach dem Wortlaut der Stiftungsurkunde aus dem Jahre 1235 handelte es sich nicht um eine Gründungsurkunde, sondern um eine Schenkungsurkunde mit dem Charakter einer Sühnestiftung. Das Kloster der Zisterzienserinnen wurde 1803 im Zuge der Säkularisation aufgelöst zwischen 1975 und 1987 komplett renoviert. Heute beherbergt es das städtische Bauamt und Gebäudemanagement sowie Räume für besondere kulturelle Veranstaltungen.
Das heutige Seniorenzentrum St. Gerhardus wurde im Jahre 1895 erbaut. Von Pfarrer Gerhard Fischer als Asyl und Krankenhaus geplant, beherbergte das Hospital nicht nur psychisch und physisch kranke Gemeindemitglieder, sondern bot mit seinen zahlreichen Wirtschaftsgebäuden (u. a. einem Kindergarten, einer Nähschule mit Schreinerei und einem Wasch- und Backhaus) auch die Möglichkeit für Mädchen sich vor Ort unter der Anleitung der Franziskaner Schwestern weiterzubilden und selbst zu versorgen. Vor allem die Pflege der psychisch Kranken und Epileptiker wurde den Nonnen zwischen 1933 und 1945 sehr schwer gemacht. Als das Hostpoital dann 1943 in ein Lazarett für Kriegsversehrte umgewandelt wurde, mussten auf staatliche Anordnung alle Insassinnen nach Niedermarsberg verlegt werden. 1967 schloss das Krankenhaus auf Beschluss der Landesregierung von 1960 keine Häuser mit weniger als 135 Betten zu fördern. Die Altbauteile wurden abgerissen und durch ein neues Gebäude ersetzt, in welches 1970 das Seniorenzentrums St. Gerhardus einzog und bis heute ca. 100 Bewohnern Platz bietet.
Am Marktplatz im Stadtzentrum befindet sich das älteste Steingebäude der Stadt, in dem heute ein Café betrieben wird. Es wurde zu Beginn des 20. Jahrhunderts gebaut und ist mit für Drolshagen untypischen Stuckornamenten verziert. Der Platz ist zudem von zahlreichen Fachwerkbauten umgeben, die nach dem Stadtbrand von 1838 errichtet wurden. Dazu zählen unter anderem das heutige Sparkassen-Gebäude mit Mansardendach und das ehemalige Hotel Schürholz, das inzwischen unter Denkmalschutz steht.
Die erste urkundliche Erwähnung der Eichener Mühle, der ehemaligen Getreidemühle „Im Kreuzohl“, datiert aus dem Jahre 1512. Das unter Denkmalschutz stehende Gebäude nutzt ein privater Eigentümer heute als Wohnhaus. Erhalten blieben neben dem Wasserrad auch der Getreidespeicher und ein Sägegatter.
Die Marienkapelle Hünkesohl ist ein Wallfahrtsort im Drolshagener Land und wird alljährlich schon zur Mai-Andacht genutzt. Im Marianischen Jahr 1954 wurde die Kapelle in Holzblockweise erbaut, nachdem eine 1919 errichteter Unterstand nicht mehr erhalten werden konnte. Die Marienverehrung geht auf eine Erzählung zurück, nach der der Drolshagenerin Theresia Berg beim Holzholen im Wald ein Marienbild zugeweht wurde. Sie heftete dieses Bild an einen Baum und kehrte daraufhin regelmäßig zum Beten an diese Stelle zurück.
Erwähnenswert sind die katholische Kirche St. Josef in Bleche, sie wurde 1953 errichtet und hat ein weiß verputztes Mauerwerk, und die katholische Kirche St. Laurentius im Ortsteil Schreibershof.
Als Schlüsen werden mittelalterliche Hohlwege in der Region bezeichnet. Diese sind im Drolshagener Land noch vielfach erhalten. Besonders in der Ortschaft Junkernhöh sind diese noch gut sichtbar. Dort wurde ein Schlüsenlehrpfad angelegt.

### Parks
Im Westen der Drolshagener Kernstadt liegt der Stadtpark „Lohmühle“ mit Teichanlage und Kinderspielplatz. Außerdem gibt es in Drolshagen eines der wenigen Labyrinthe im Westen Deutschlands. Es wurde 2007 in der Nähe der Ortschaft Stupperhof angelegt und ist mit Rotbuchenhecken bepflanzt. Der Weg bis zum Mittelpunkt des Labyrinths ist etwa 780 Metern lang.

### Sport
Im Drolshagener Land gibt es zahlreiche Sportvereine. Zu den größten zählen der TuS 09 Drolshagen, der Hützemerter Sportverein 1951, der SC Drolshagen 1962 und der SpVg 1982 Iseringhausen.
Der SC Drolshagen wurde im Jahre 1962 unter der Leitung des ehemaligen Vorstandsvorsitzenden Peter Jeck gegründet. Zum Fußballverein des SC Drolshagen gehören insgesamt 15 Mannschaften. Neben den Herrenmannschaften, gibt es Jugendteams im Bereich A bis G, sowie zwei Damen- und eine Mädchenmannschaft. Der Sport-Club Drolshagen e. V. engagiert sich zudem im Gemeindeleben und organisiert öffentliche Veranstaltungen wie beispielsweise das Erntefest.
Der Hützemerter Sportverein umfasst sowohl eine Fußball-, als auch eine eigene Tennis- und Turnabteilung. Der Verein wurde 1951 gegründet. Aufgrund der Spielerzahl wurde eine Spielgemeinschaft zwischen der Hützemerter und der Drolshagener Altliga ins Leben gerufen. Weiterhin gehören zwei Herrenmannschaften und ein Damenteam zu dem Verein.

### Regelmäßige Veranstaltungen
Ungewöhnlich ist das seit 1948 in der Ortschaft Büren stattfindende Gänsereiten, bei dem die Reiter auf ungesattelten Pferden versuchen, einer Gummigans den Kopf abzureißen. Im Februar oder März beginnt das Veranstaltungsjahr mit der Dräulzer Weiberfastnacht – einem Karnevalsumzug, der seit dem 19. Jahrhundert alljährlich durch die Stadt führt. Das Marktplatzfest wird alle zwei Jahre von der Aktionsgemeinschaft Drolshagen veranstaltet und beinhaltet ein zweitägiges Bühnenprogramm.
Beim Ernte- und Tierschaufest am dritten Wochenende im September werden alljährlich rund 200 Tiere heimischer Züchter von Preisrichtern bewertet. Die Veranstaltung des „Landwirtschaftlichen Lokalvereins für die Stadt Drolshagen“ geht auf das Jahr 1853 zurück und findet seit 1864 mit Unterbrechungen während der Weltkriege alljährlich statt. Inzwischen ist das Fest mit einem Jahrmarkt verbunden. Beim „Dräulzer Landfrauenkaffee“, der seit 1930 am darauf folgenden Dienstag im Festzelt des Tierschaufestes stattfindet, wird alljährlich der so genannte Klatschbasenorden verliehen.
Die fünf Drolshagener Blaskapellen präsentieren sich alle drei Jahre beim Drolshagener Blasmusikfestival, das seit 1997 jeweils im September gefeiert wird. Die Kapellen sind auch beim Schützenfest vertreten, das jedes Jahr gefeiert wird. Im Dezember schließt der Weihnachtsmarkt auf dem Marktplatz das Veranstaltungsjahr ab.

## Wirtschaft und Infrastruktur

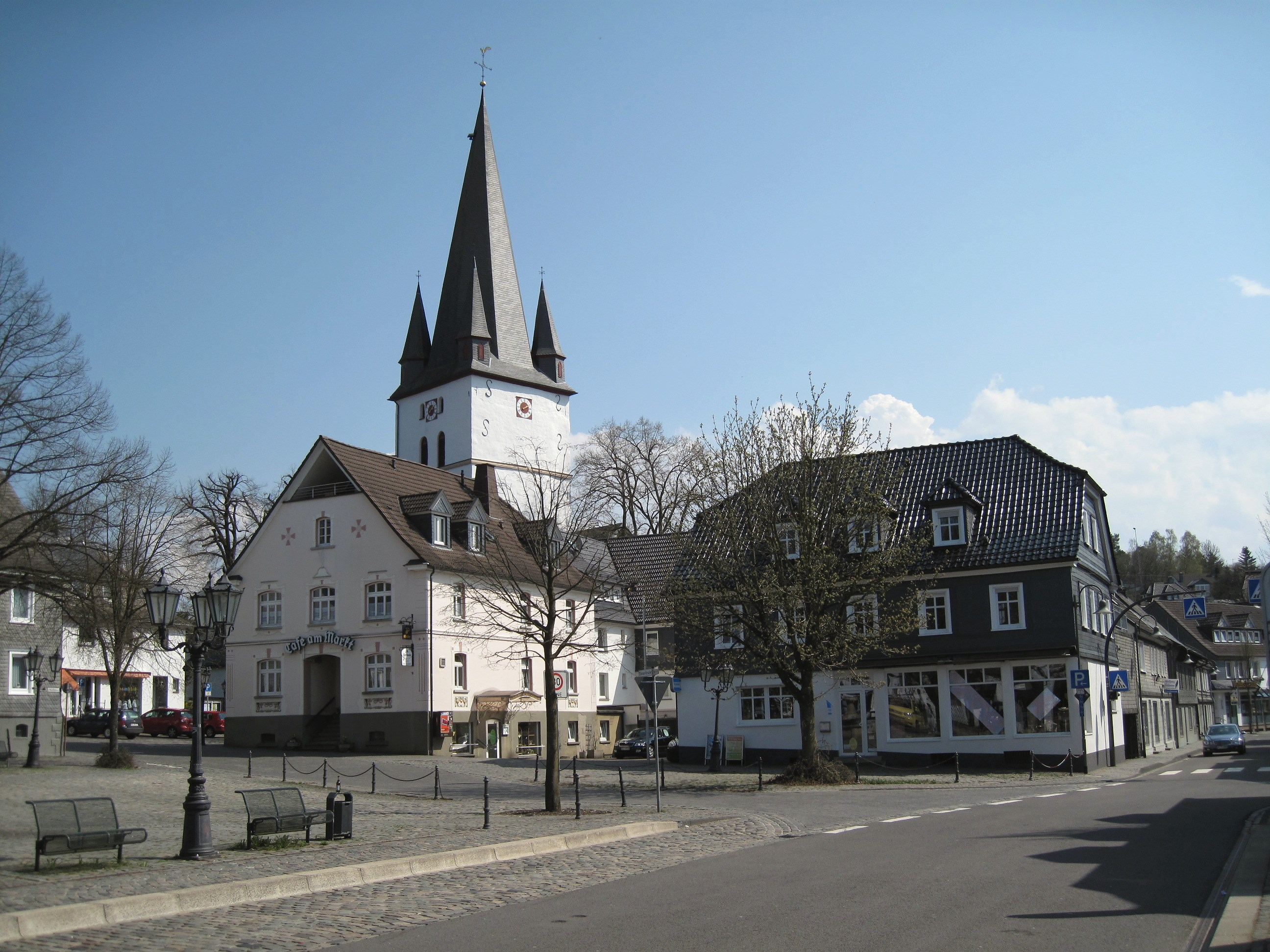
Cafe am Markt und St.-Clemens-Kirchturm

### Wirtschaft
Die Wirtschaft ist wie fast im ganzen Sauerland durch den Mittelstand geprägt. Hauptsektoren der Drolshagener Wirtschaft sind der Maschinenbau, die metallverarbeitende und die Elektro-Industrie, die Papierverarbeitung, Steinwerke, der Werkzeugbau, die Automobilzulieferung, die Bauindustrie und das Handwerk. In Drolshagen sind zwei „Hidden Champions“ beheimatet: die Krah Unternehmensholding (Weltmarktführerin für Leistungswiderstände in der Automobilindustrie) und die Berghoff GmbH & Co. KG (Weltmarktführerin im Bereich der mechanischen Bearbeitung von Werkstücken für die metallverarbeitende Industrie). Die Sondermann Brot GmbH & Co. KG mit 1100 Mitarbeitern und 152 Standorten hat ihren Hauptsitz in Drolshagen.
Zum 30. Juni 2012 waren 3521 Personen in Drolshagen sozialversicherungspflichtig beschäftigt. In der Land- und Forstwirtschaft waren 25 Personen (0,7 % der Erwerbstätigen), im produzierenden Gewerbe 2195 Personen (62,3 %), im Bereich Handel, Gastgewerbe und Verkehr 805 Personen (22,9 %) sowie im sonstigen Dienstleistungsbereich 496 Personen (14,1 %) tätig.
Ein erheblicher Teil der Kaufkraft fließt nach auswärts ab. Nach einer Auswertung der Industrie- und Handelskammer Siegen zur Handelszentralität (= Verhältnis von Einzelhandelsumsatz je Einwohner zur Einzelhandelskaufkraft je Einwohner) beläuft sich die Kennziffer für Drolshagen im Jahr 2016 auf 54,6 und deutet auf einen Kaufkraftverlust von etwa die Hälfte hin. Nutznießer dieser ungünstigen Situation dürfte unter anderem der Nachbarort Olpe mit einer Handelszentralität von 126,9 für 2016 sein.

### Verkehr

#### Eisenbahn

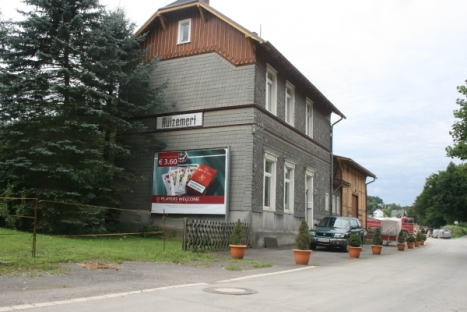
Ehemaliger Bahnhof Hützemert

1903 wurde die Aggertalbahn im Abschnitt zwischen den Nachbarstädten Bergneustadt und Olpe eröffnet. Sie wurde 1910 um eine Direktverbindung nach Köln ergänzt, die der Wirtschaft der Stadt Drolshagen zum Aufschwung verhalf. Neben dieser Staatsbahnstrecke gab es auch eine Schmalspurbahn der Firma Meyer+Teubner. Mit dem Bau der Bundesautobahn 4 in den 1970er-Jahren nahm die Bedeutung der Bahnstrecke ab. Der Bahnhof Eichen war schon seit 1957 ein unbesetzter Haltepunkt. 1979 wurde der Personenverkehr eingestellt. Heute ist von den ehemals drei Bahnhöfen auf Stadtgebiet nur noch das denkmalgeschützte Empfangsgebäude in Hützemert übrig. Von 2012 bis 2014 wurde das Gebäude durch den Dorfverein Hützemert e. V. von Grund auf saniert und beherbergt als „Alter Bahnhof“ nunmehr Räumlichkeiten für die Dorfgemeinschaft und eine Jausenstation. Der „Alte Bahnhof“ liegt unmittelbar am „Bergischen Panoramaradweg“, der in der Nähe durch den ehemaligen Eisenbahntunnel Wegeringhausen (724 Meter) führt.
Die sich von 1903 bis 2008 mitten in Drolshagen befindende Bahnbrücke wurde am 2. Dezember 2008 abgerissen.

#### Straßenverkehr
Drolshagen liegt an der Autobahn A 45 (Sauerlandlinie). Im Norden des Stadtgebiets, nahe dem Ortsteil Germinghausen, liegt der Autobahnanschluss Drolshagen. Kurz hinter der Stadtgrenze befindet sich zudem die Abfahrt Olpe. Weiterhin führt die A 4 durch den Süden der Stadt. Die nächste Autobahnabfahrt ist Eckenhagen/Drolshagen auf dem Gebiet der benachbarten Gemeinde Reichshof.
Außerdem verlaufen die Bundesstraßen B 54 und B 55 durch Drolshagen. Aus dem Norden und Westen, jeweils von der Stadtgrenze zu Gummersbach kommend, werden beide Straßen in Wegeringhausen zusammengeführt und verlaufen gemeinsam weiter über den Kernort Drolshagen bis nach Olpe.

#### Öffentlicher Nahverkehr
Drolshagen ist seit 1979 nur noch an den Busverkehr angeschlossen. Die 144 Bushaltestellen werden von den Verkehrsbetrieben Westfalen-Süd (VWS) und der Oberbergischen Verkehrsgesellschaft (OVAG) bedient.
Als erste Kommune in Westfalen testete Drolshagen im Februar 2020 einen automatisch fahrenden E-Kleinbus im Linienbetrieb. Das selbstfahrende Shuttle SAM (Südwestfalen Autonom Mobil) bietet sechs Personen Platz. Im Probebetrieb fuhr er automatisch – aber nicht autonom. Jede Fahrt wurde von einem sogenannten „Operator“ begleitet, der im Bedarfsfall das Fahrzeug manuell steuert. Die Linie verband wochentags zwei Mal pro Stunde die Einzelhandelsstandorte im Bereich Gerberstraße mit dem Stadtbad sowie der Sekundarschule und erschloss dabei zudem die Wohngebiete rund um Humboldt- und Schillerstraße. Ziel dieses Versuchs, der in Drolshagen über vier Monate lief, soll es sein die Möglichkeiten auszuloten, inwiefern solche autonomen Shuttle den ÖPNV sinnvoll unterstützen und in ländlichen Regionen über eine bedarfsgebundene Haus-zu-Haus Variante evtl. sogar zu ersetzen könnten.

### Medien
In Drolshagen erscheinen Lokalausgaben der Westfalenpost und der Westfälischen Rundschau, die gemeinsam von der WP-Redaktion in Olpe produziert werden. Bei der Siegener Zeitung übernimmt ebenfalls eine Lokalredaktion in Olpe die Berichterstattung über Drolshagen. Als kostenlose Anzeigenblätter erscheinen jeweils mittwochs und sonntags der Sauerlandkurier sowie der Sonntags- und Wochen-Anzeiger.
Außerdem gehört Drolshagen zum Sendegebiet des WDR-Studios Siegen. Ein Lokalradio existiert nicht. Im Internet erscheint die Bürgerzeitung Drolshagen und der in Gummersbach ansässige ARKM Online-Verlag publiziert die Südwestfalen-Nachrichten.

### Bildung
In der Stadt bestehen zwei katholische Grundschulen (Gräfin-Sayn-Schule Drolshagen und Grundschule Schreibershof) sowie eine Gemeinschaftsgrundschule in Hützemert. Außerdem gibt es mit der Herrnscheidschule eine Gemeinschaftshauptschule. Zusammen mit der Stadt Olpe ist Drolshagen Trägerin einer Verbandsrealschule in Olpe. Gymnasien, Gesamt- oder Förderschulen existieren vor Ort nicht.
Daneben gehört Drolshagen zum Einzugsbereich der Volkshochschule des Kreises Olpe. Die Musikschule Drolshagen betreibt Unterrichtsräume im Alten Kloster und in der Gräfin-Sayn-Grundschule.

## Persönlichkeiten

### Söhne und Töchter der Stadt

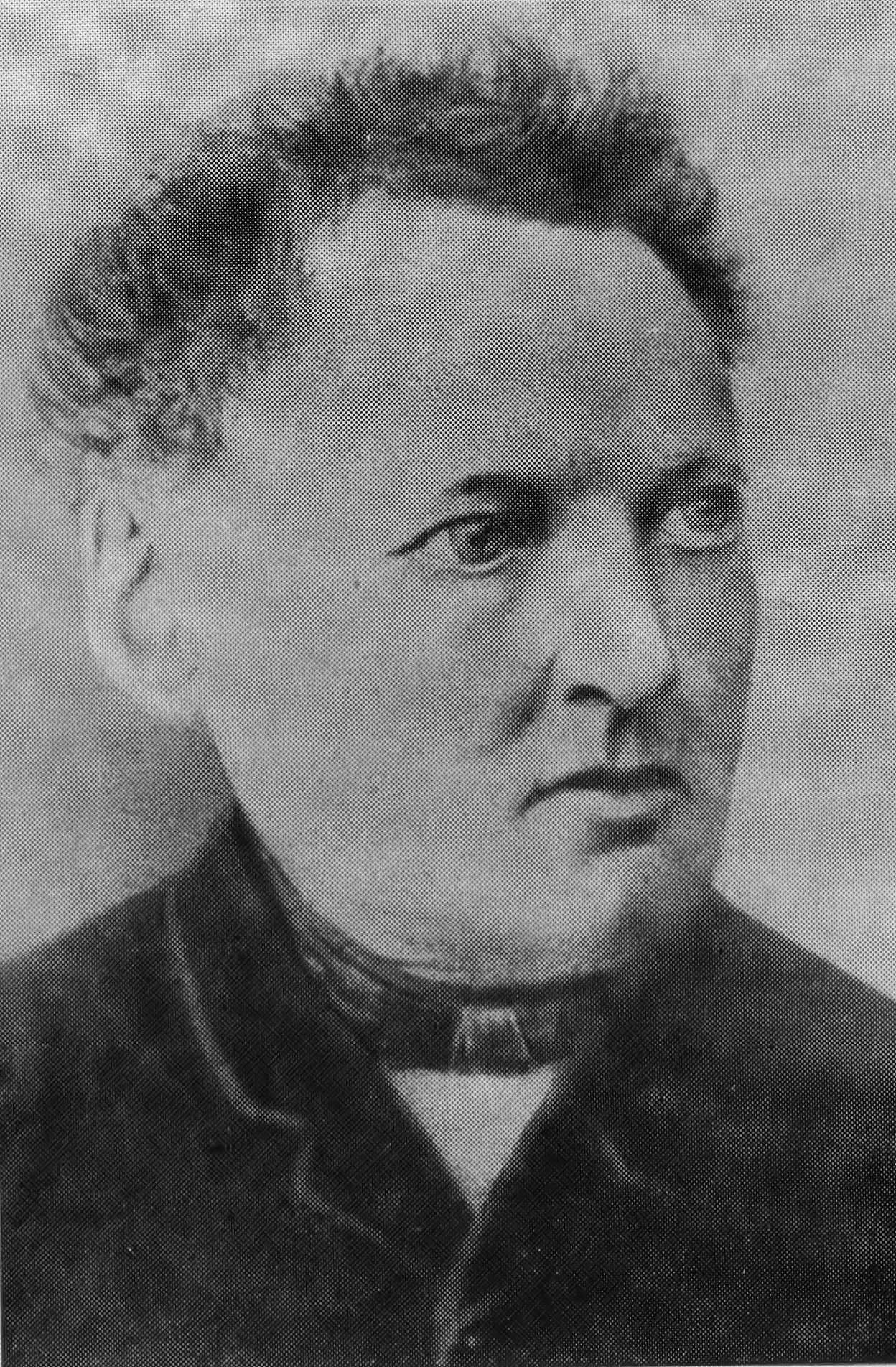
Heinrich Bone

- Heinrich Bone (1813–1893), katholischer Pädagoge, Verfasser von Lehrbüchern und Kirchenliedern, Herausgeber katholischer Kirchengesangbücher
- Heinrich Wigger (1827–1908), katholischer Theologe, Generalvikar, Dompropst und Ehrenbürger von Paderborn
- Otto Hellinghaus (1853–1935), Philosoph und Schriftsteller
- Franz Rüsche (1888–1971), Philosoph, katholischer Theologe und Psychologe
- Emilie Engel (1893–1955), Lehrerin, Ordensfrau, Provinzoberin der Schönstatt-Bewegung; ein Seligsprechungsprozess wurde 1999 eingeleitet
- Hubert Görg (1903–1991), Politiker
- Josef Hesse (1918–2010), Verwaltungsbeamter, Kommunalpolitiker und Heimatkundler. Träger des Goldenen Ehrenringes der Stadt Drolshagen
- Rupert Lay (1929–2023), Philosoph und Theologe
- Hubertus Halbfas (1932–2022), katholischer Theologe, u. a. Autor von Religionsbüchern für den Schulunterricht
- Rainer Albert Müller (1944–2004), Historiker und Hochschullehrer, Autor und Herausgeber
- Stefan Hundt (* 1958), Politiker (CDU), ehemaliger Bürgermeister der Stadt Lennestadt